# Ramon Dekkers

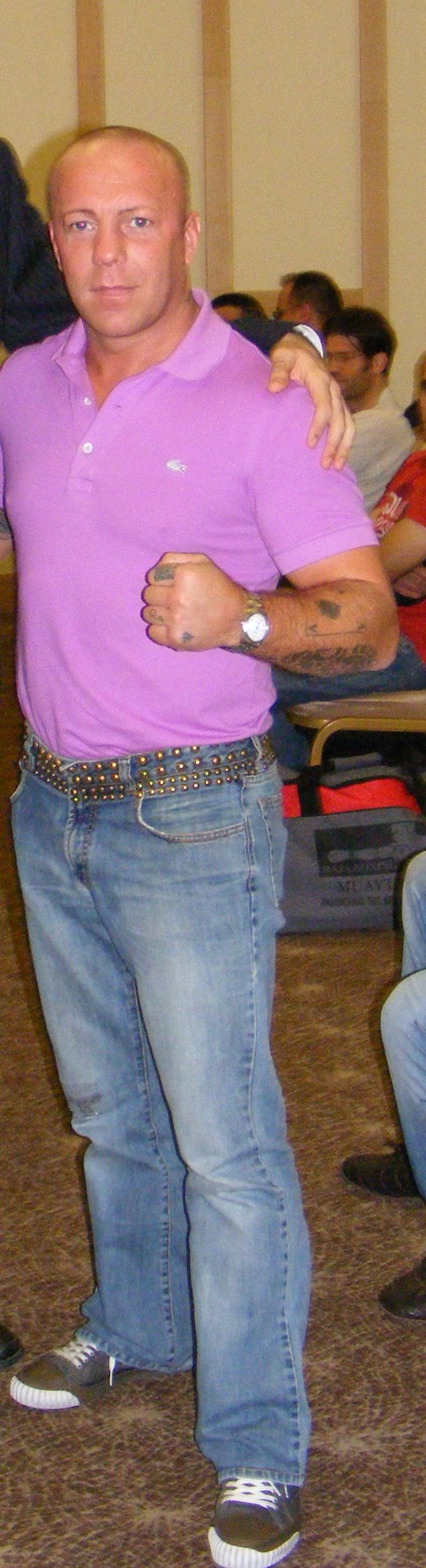
Ramon Dekkers

Ramon "The Diamond" Dekkers, född 4 september 1969 i Breda i Noord-Brabant, död 27 februari 2013 i Breda, var en nederländsk professionell thaiboxare och åttafaldig världsmästare i muay thai/kickboxning. Han var den mest kända icke-thailändska boxaren i Thailand på 1990-talet. Han var även den första boxaren som fick priset "Muay Thai Foreign Fighter Of The Year" i Thailand. 